# Dohm-Lammersdorf

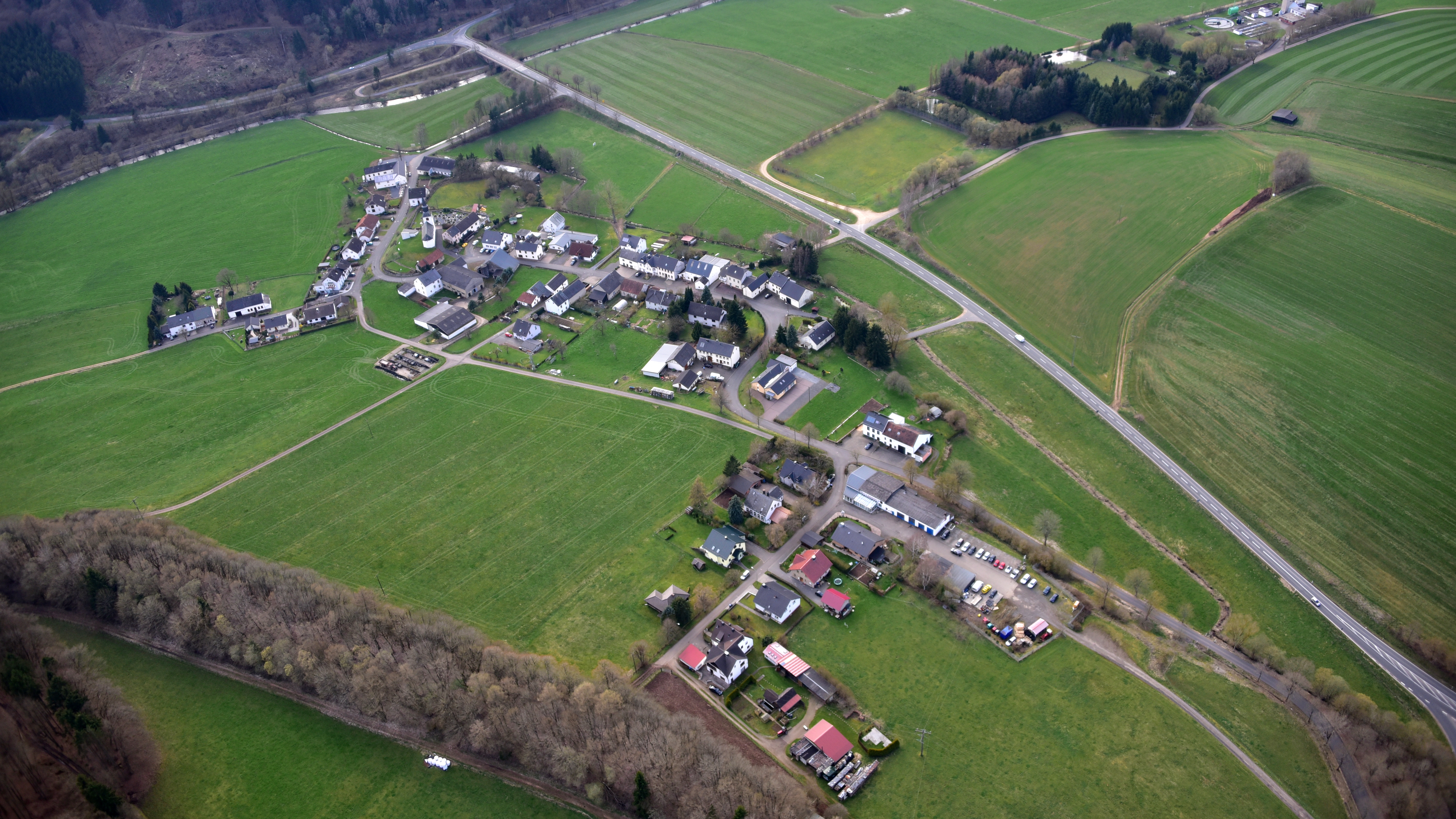
Dohm-Lammersdorf, Luftaufnahme (2016)

Dohm-Lammersdorf ist eine Ortsgemeinde im Landkreis Vulkaneifel in Rheinland-Pfalz. Sie gehört der Verbandsgemeinde Gerolstein an.

## Geographie
Dohm-Lammersdorf liegt im Kylltal im Naturpark Vulkaneifel sowie teilweise im Landschaftsschutzgebiet „Gerolstein und Umgebung“. Die Gemeinde gliedert sich in die Ortsteile Dohm und Lammersdorf.

## Politik

### Gemeinderat
Der Gemeinderat in Dohm-Lammersdorf besteht aus sechs Ratsmitgliedern, die bei der Kommunalwahl am 9. Juni 2024 in einer Mehrheitswahl gewählt wurden, und dem ehrenamtlichen Ortsbürgermeister als Vorsitzendem.

### Bürgermeister
Wolfgang Schüssler wurde 2009 Ortsbürgermeister von Dohm-Lammersdorf. Bei der Direktwahl am 26. Mai 2019 wurde er mit einem Stimmenanteil von 98,98 % und am 9. Juni 2024 als einziger Bewerber mit 97,9 % jeweils für weitere fünf Jahre in seinem Amt bestätigt.
Schüsslers Vorgänger als Ortsbürgermeister war bis 2009 Rainer Ballmann.

### Wappen
| Wappen von Dohm-Lammersdorf | Blasonierung: „Durch schrägrechten blauen Wellenbalken zweigeteilt, vorne in Gold ein dreikegliger roter Vulkanberg, im Schildfuß eine schwarzgefugte grüne Mauer mit Zinnen, hinten in Silber zwei schrägbalkenweise entgegengesetzt angeordnete grüne Kirchen.“ |
| Wappen von Dohm-Lammersdorf | |

## Bauwerke
- Kapellen in Dohm und Lammersdorf

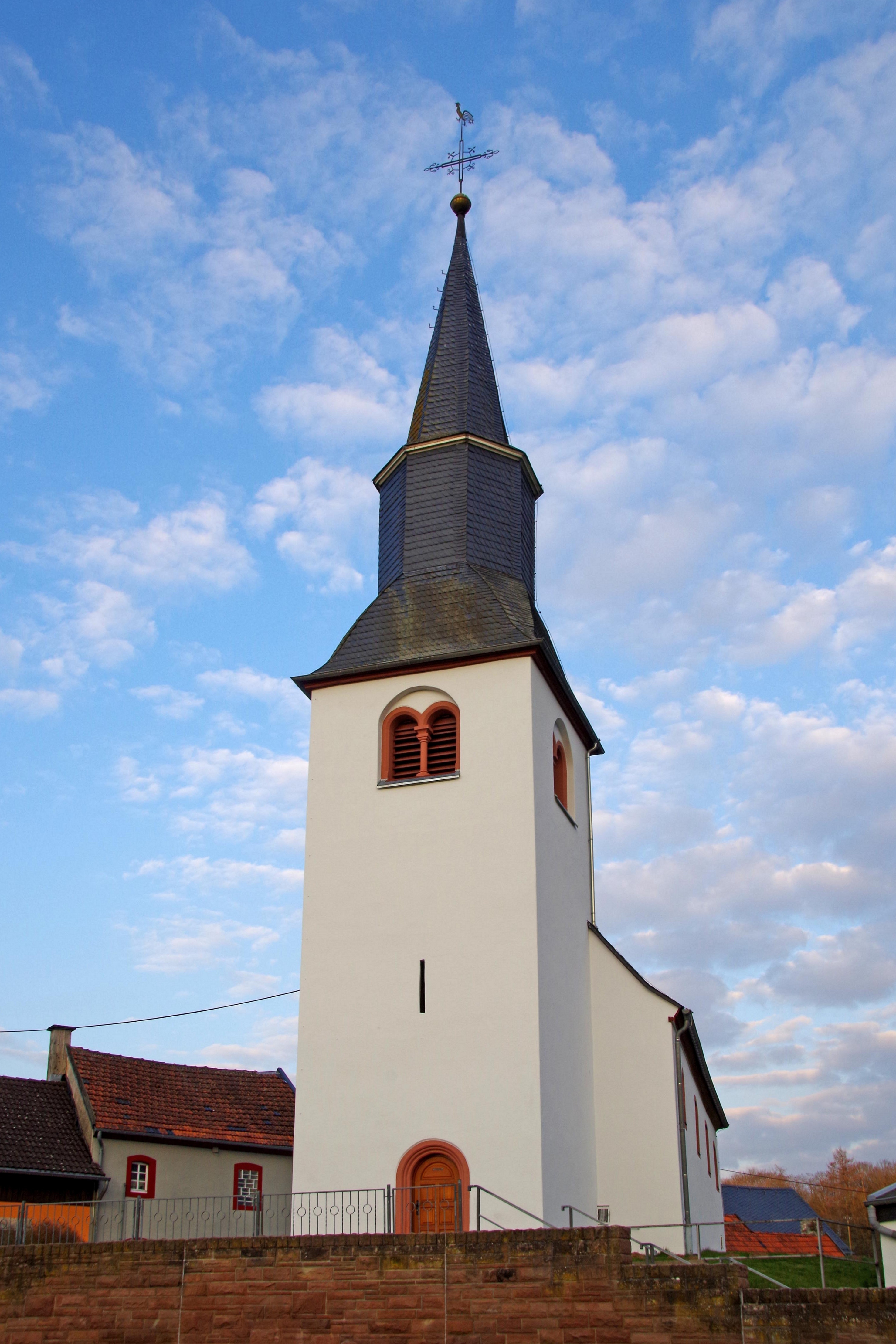
St. Remigius
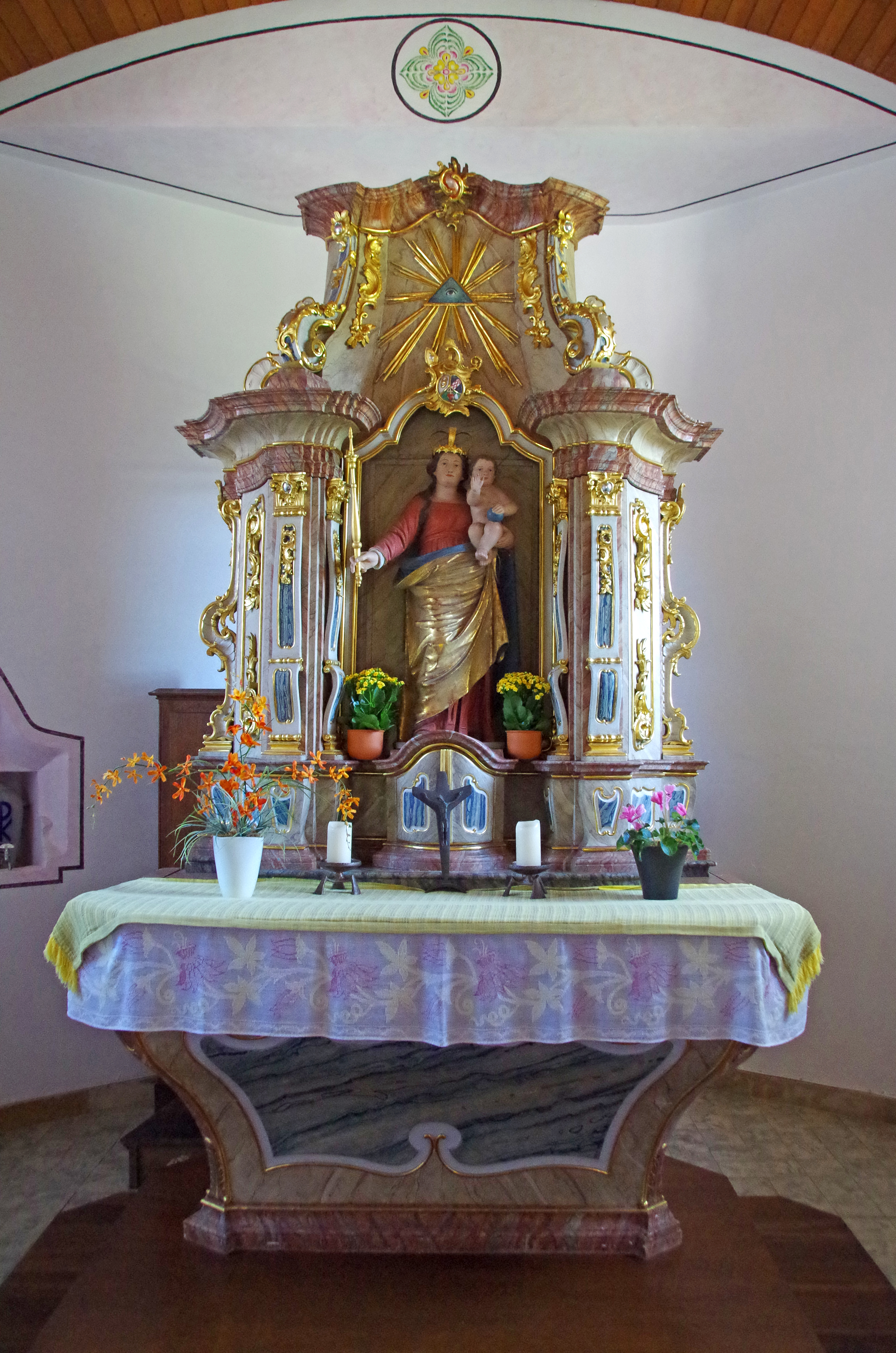
Rokoko-Altar
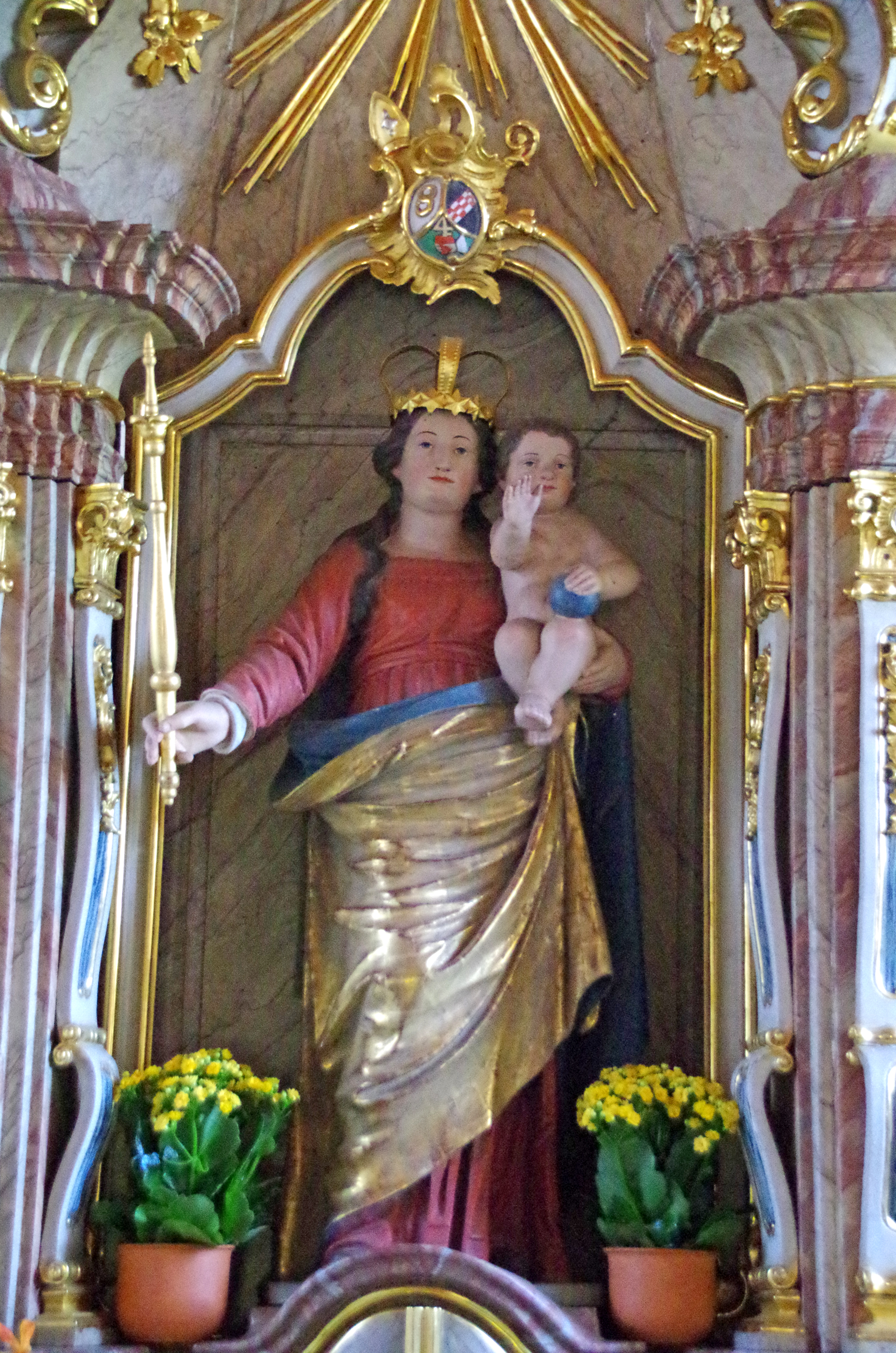
Madonna mit Kind
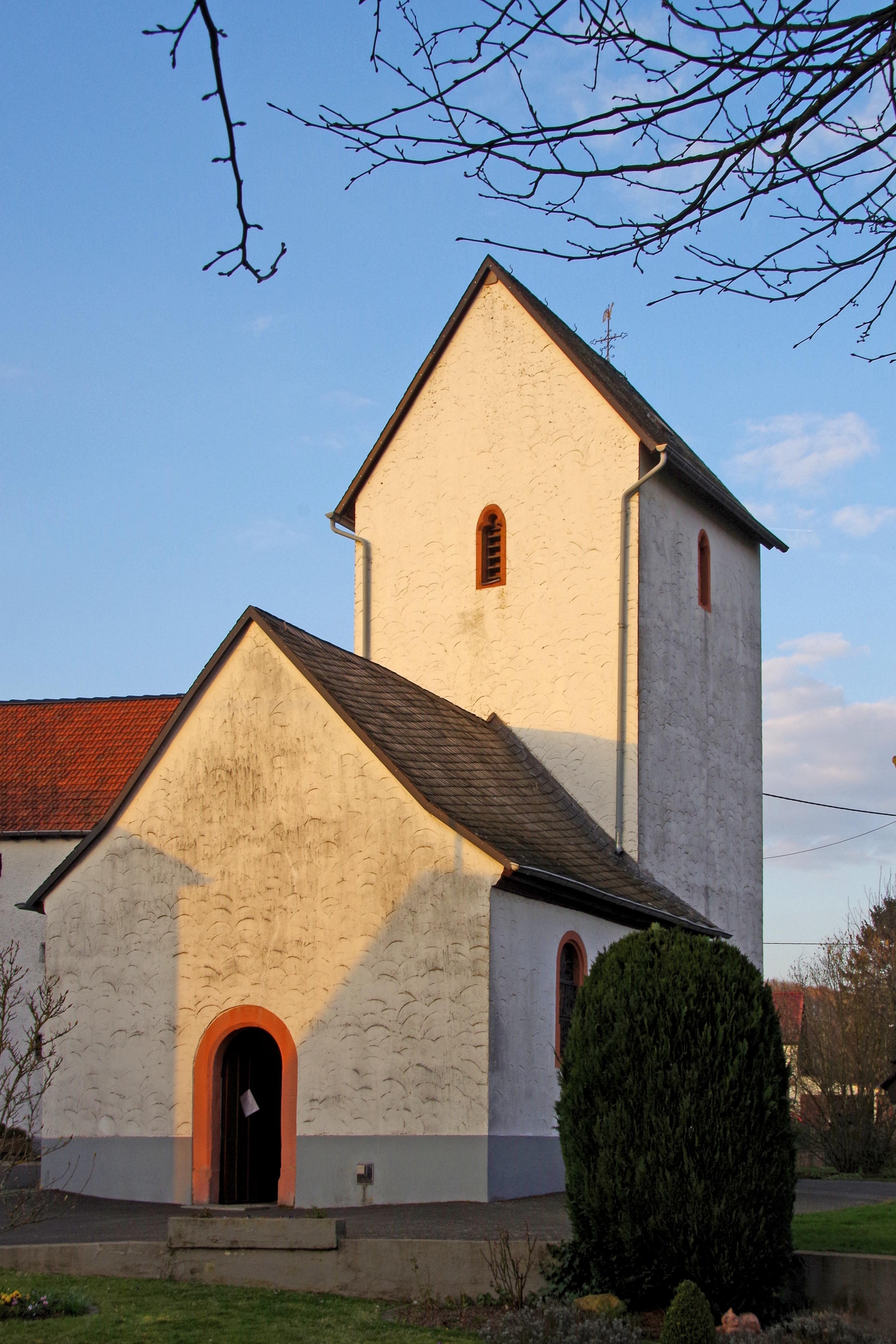
St. Lukas
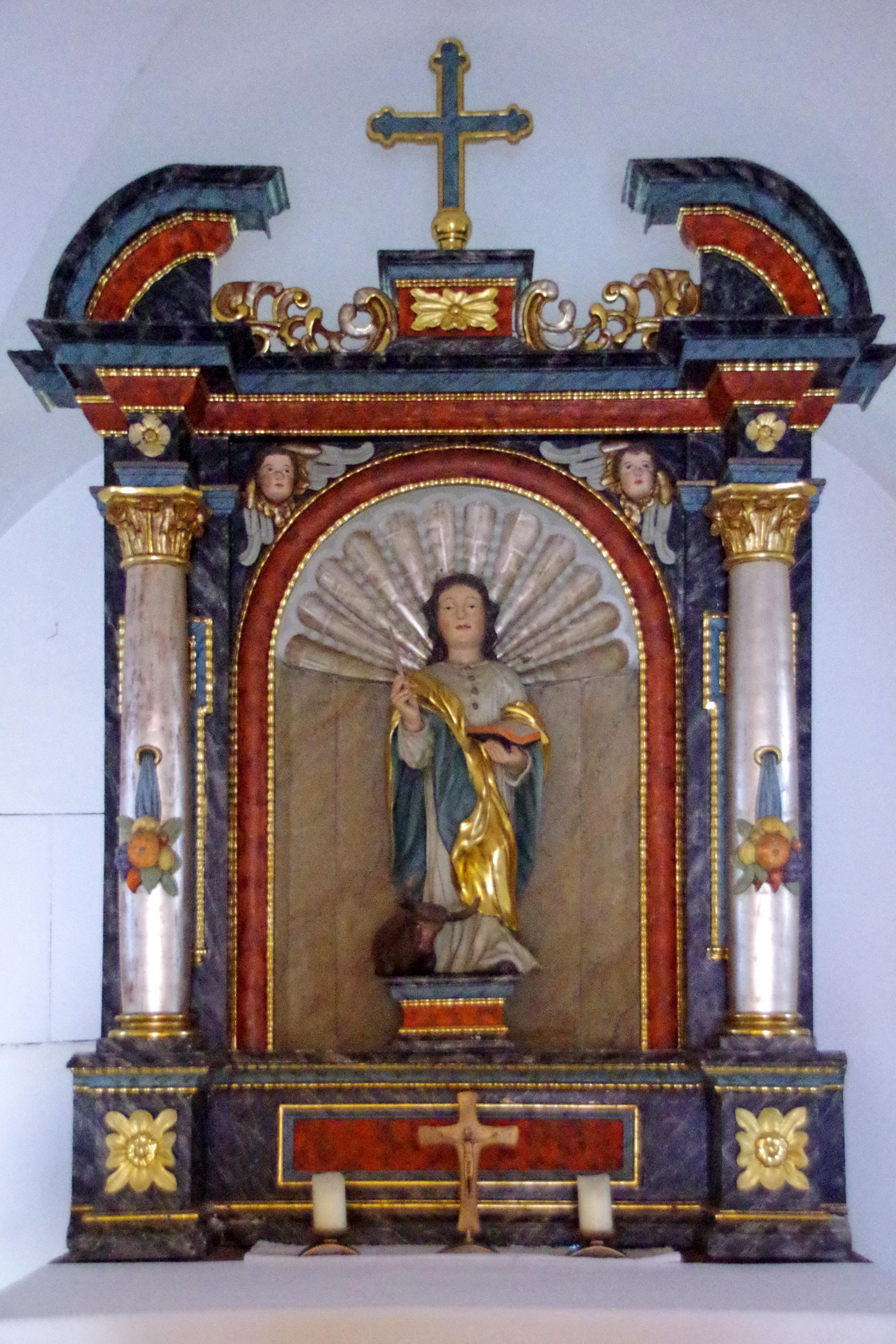
St. Lukas-Altar

- Burgmauer in Dohm
- Naturdenkmäler Beilstein, Blocklavafeld Griesenheld, Ditschbachtal
- Gemeindehaus in Dohm

Siehe auch: Liste der Kulturdenkmäler in Dohm-Lammersdorf

## Söhne und Töchter der Gemeinde
- Nikolaus Blum (* 5. April 1857 in Lammersdorf; † 29. Oktober 1919 in Steyl, NL), Ordenspriester, Steyler Missionar

## Verkehr
Der Haltepunkt Dohm (Kr Daun) lag an der ehemaligen Bahnstrecke Hillesheim–Gerolstein.